# Тибет (регион)
Тибет (тиб. བོད་, кин: 西藏自治区, 西藏自治區, Xīzàng Zìzhìqū) велика је висораван у централној Азији, сјевероисточно од Хималаја, која представља традиционалну постојбину Тибетанаца као и других етничких група, као што су Монпе, Цјан и Лоба, а у којој такође живи бројна заједница Хан Кинеза и Хуија. Тибет представља највишу област на свету, са просечном надморском висином од 4.900 -m}- и често је називан Кров света. Највећи део историјске области Тибет данас се налази у саставу Народне Републике Кине.
|                        |                                                                            |  |  |  |  |  |  |  |  |
| <div" cellpadding="0"> |                                                                            |  |  |  |  |  |  |  |  |
|                        | Аутономна област Тибет унутар НР Кине                                      |  |  |  |  |  |  |  |  |
|                        | „Велики Тибет”; Тибет каквим га виде тибетанске емигрантске организације   |  |  |  |  |  |  |  |  |
|                        | Тибетанске области каквима их је означила НР Кина                          |  |  |  |  |  |  |  |  |
|                        | Области под кинеском контролом за којима присеже Индија као део Аксај Чина |  |  |  |  |  |  |  |  |
|                        | Области под индијском контролом за којима присеже НР Кина као део Тибета   |  |  |  |  |  |  |  |  |
|                        | Остале историјске области унутар тибетанске културне сфере                 |  |  |  |  |  |  |  |  |

Тибет се у историји појавио у 7. веку као уједињено царство, али се ускоро поделио на неколико територија. Највећи дио западног и централног Тибета је често био уједињен под барем номиналном влашћу тибетанских владара са седиштем у Ласи, Шигадзеу или оближњим локацијама; те владе су у различита времена била под монголским или кинеским сизеренством. Источне области Кам и Амдо су често имале децентрализирану домаћу власт, подејељену између малих кнежевина или племенских група, док су често падале под непосредну кинеску власт; већина тих области је касније припојена кинеским провинцијама Сичуан и Ћингхај. Године 1951. је након краћег оружаног сукоба Тибет припојен новоуспостављеној Народној Републици Кини, а претходна тибетанска власт формално укинута 1959. Данас НР Кина управља западним и централним Тибетом као аутономна област Тибет док су источне области дио провинција Сичуан и Ћингхај. У Тибету постоје тензије између домаћег становништва и кинеских власти, као и тибетански покрет за независност кога чине дисидентске групе у избјеглиштву.
Економијом Тибета доминира натурална пољопривреда, иако се последњих деценија у Тибету развио и туризам. Доминантна религија Тибета је тибетански будизам, иако постоје и муслиманске и хришћанске мањине. Тибетански будизам даје снажан утицај умјетности, музици и фестивалима у региону. Тибетанска архитектура одржава кинески и индијски утицај. Традиционална кухиња Тибета се темељи на печеном јечму, месу од јака и тибетански чај.

## Застава Тибета
Тренутну верзију тибетанске заставе представио је тринаести Далај Лама 1912. У прошлости је Тибет био независна држава тако да неки оспоравају легитимност власти НР Кине на том простору. У периоду кад је Тибет био у саставу Монголског и Кинеског царства успевао је да сачува одређен степен самосталности. Династија Ћинг је још у 18. веку Тибет на мапама приказивала као саставни део царства.
Године 1951. Тибет је заузела НР Кина. Влада Тибета предвођена четрнаестим Далај Ламом је 1959. била присиљена да напусти домовину и успостави владу у изгнанству у Дармсали у северној Индији. Влада у изгнанству тражи независност Тибета, позивајући се на историјско право и постојање древне тибетанске државе. Она је наставила је да користи заставу, чије је приказивање Влада Кине забранила да би спречила тежње ка независности.

## Етимологија
Назив Тибет, који се користи у већини европских језика потиче из арапског или персијског Töbän — „висина, висораван”. Тибетанци своју домовину називају Бод (изговара се по у неким дијалектима тибетанског). Сматра се да је најбољи превод те реци — „отаџбина”. Кинески назив за Тибет је Ш'идзан'. Постоји више тумачења овог назива.

## Историја
Мало тога је познато о историји Тибета пре 7. века. Тај период обавијен је митовима и легендама и из њега не постоје поуздани историјски извори. Од 7. до 20. века н. е. Тибет је био снажна краљевина. Краљеви из династије Јарлунг успевају да сједине већи део централног Тибета. Намри Сонгстен, владар Јарлунг династије успео је проширити утицај Тибета ка централној Азији. Током 7. века утицај Тибета је растао великом брзином. Краљ Сонгстен Гампо предводио је освајања Непала и северне Индије. Тибет је постао претња за династију Танг у Кини. Да би био спречен рат између Кине и Тибета договорен је брак између тибетанског краља и кинеске принцезе, што је довело до савеза између два краљевства. Будизам, који је доминирао тим подручјем више од 1.000 година, постао је званична државна религија. Током владавине Сонгстен Гампо-а изграђени су бројни храмови у Ласи као и краљева палата касније позната као Потала. Контакт са Кином омогућио је развој медицине, астрономије и математике. Створено је тибетанско писмо по узору на индијско што је омогућило превођење будистичких записа, појаву писаних закона, и писане историје државе. Током следећа два века утицај и границе Тибета још више су се прошириле. Краљ Трисонг Детсен успоставио је контролу над северним Пакистаном, Непалом, Туркестаном, северном Индијом. Дошло је до рата са Кином. 783. тибетанска војска продрла је у тада кинеску пријестоницу Чанг'ан (данашњи Хи'ан) присиливши кинеског цара да призна проширење Тибета. Након рата потписан је споразум према којем су Кина и Тибет дефинисане као две независне државе. У то доба будизам почиње да преузима примат у управљању државом. 842. краљ Трисунг Детсен Ралпацхен, који је подржавао будизам, убијен је од стране свог брата Лангдхармаа.
Лангдхармаа је био противник будистичке религије и настојао је да избаци њен утицај из државног апарата. Његови покушаји су били безуспешни јер је наишао на жесток отпор будистичког свештенства. Након неколико година владавине убијен је од стране будистичких монаха. Након тога долази до расула тибетанске државе, растројене унутрашњим немирима и спољашњим претњама Кинеског и Монголског царства.
Године 1239. Тибет је ушао у састав Монголског царства. Утицај тибетанског будизма постајао је све већи тако да је будизам убрзо постао званична религија Монголског царства. Годан-кан, праунук Џингис-кана успоставио је заштитнички став према будизму штитећи тибетанске духовне вође. У 14. веку долази до слабљења Монголског царства и Тибет поново добија независност. Монголија се меша у династичке сукобе настојећи да духовном вођи Далај Лами додели и световну власт. Пети Далај Лама Нгаванг Лобзанг Гиатсо постао је духовни и световни владар Тибета 1656. године. Његовом смрћу 1682. однос са Монголским царством се променио.
Монголски владари желели су већу контролу над Тибетом, тако да су почетком 18. века напали и освојили главни град Ласу, стављајући под своју контролу шестог Далај Ламу Тсанг-Јанг Гиатсоа. Поновно Монголско освајање није наишло на потпору локалног становништва. То је искористио кинески цар Канг Кси који је повео војну кампању с циљем да ослободи Ласу и протера Монголе. кинеска војска дочекана је као ослободилачка. Под заштитом Кинеза био је седми Далај Лама који је раније протеран из Ласе од стране Монгола. Кинески цар Канг Кси прогласио је Тибет протекторатом кинеске империје. Током 18. и 19. века Тибет је остао протекторат Кине све до 1911.
Цар је у Ласи поставио свог изасланика, који се називао амбан. 1750. народ Тибета се побунио, збацио царског изасланика и успоставио самосталну власт. Уз помоћ царске војске устанак 1750. је угушен.
Први Европљани који су стигли на Тибет били су језуитски мисионари, који су 1705. основали своју мисију у Ласи. Почетком 18. века долази до успостављања контакта између Европских земаља и Тибета. 1774. Британски изасланици су стигли у Тибет.
1904. Британска војска из Индије ушла је у Тибет, освојила Ласу присиљавајући Тибет да отвори границе према „бисеру” британског колонијалног царства — Индији. 1906. потписан је споразум између Кине и Велике Британије којим је Тибет постао Британски протекторат. Годину дана касније, 1907. потписан је нови споразум, овај пут између Велике Британије, Кине и Русије. Велика Британија и Русија признале су Кини право на Тибет. Директна кинеска власт у Ласи успостављена је 1910, али није трајала дуго. 1911. избила је револуција у Кини, што је искористио Далај Лама преузевши контролу над Тибетом. 1913. Тибет и Монголија прогласиле су оцепљење од Кине. 1914. Велика Британија признала је независност Тибета и успостављена је граница између Тибета и британске Индије. Кина није прихватила независност Тибета, сматрајући га неодвојивим делом своје територије.
Почетак Првог светског рата и грађански рат у Кини скренуле су поглед великих сила са Тибета, омогућивши тринаестом Далај Лами да неометано влада. Све до 1950. Тибет се одржавао као независна држава. 1950. војска Народне Републике Кине ушла је у Ласу. 1951. под притиском НР Кине потписан је тибетанско-кинески споразум који је предвиђао да Тибетом заједнички владају влада НР Кине и влада Тибета на челу са Далај Ламом. 1956. избио је устанак Тибетанаца, подржан од стране Сједињених Америчких Држава. Устанак је крваво угушен 1959, стотине хиљада Тибетанаца је убијено, спаљен је велики број будистичких храмова, а Далај Лама је присиљен да напусти земљу и пребегне у Дармсалу у Индији, где се и данас налази. За време Мао Цедунгове владавине у Кини спровођен је терор над становништвом Тибета. Дошло је до организованог уништавања културног наслеђа, будистичких манастира, светилишта и до покоља над будистичким свештенством и монасима. Неки извори помињу да је у овом периоду страдало више од 1,2 милиона Тибетанаца. Осамдесетих година 20. века дошло је до либерализације режима, што је Тибету вратило одређени степен религијске слободе. Далај Лама је из емиграције упутио бројне позиве за помоћ у ослобађању Тибета.
1989. добио је Нобелову награду за мир због својих настојања да ненасилним путем поврати независност Тибета.

## Географија
Тибетанска висораван је највиша висораван света, налази се просечној надморској висини од 4.900 m. Највиши врх света Монт Еверест налази се на граници Тибета и Непала. Преовладава сува клима са веома малом количином падавина током године. Иако сваке године падне мала количина снега због велике надморске висине снег се на одређеним деловима задржава током целе године. Индијски монсун захвата само источни Тибет, док у северном Тибету преовладавају високе температуре током лета и јако хладне зиме.
Пустињска тибетска висораван је изграђена од магматских стена, гранита и кречњака, издвојена планинским ланцима и дубоким долинама, а због висине хладна. Северни Тибет је скоро беживотна пустиња, Цан Тан, са само 100—150 mm падавина годишње. Ту су средње зимске температуре минус 30—35C, а високе планине под вечитим снегом. Јужни Тибет је влажнији, иако и њему Хималаји ускраћују падавине.
Подручје Тибета чини неколико историјских области:
- Амдо (а'мдо)
- Кхам (кхамс)
- У-Тсанг (дбус-гтсанг)

Културни утицај Тибета, односно тибетанског будизма, обухвата и делове Непала, Бутана и неке делове северне Индије где је раширен будизам.
Иако су падавине на Тибету оскудне и снежне, на њему извиру велике реке
- Јангце
- Хуангхе
- Инд
- Меконг
- Брамапутра
- Ганг

Бројна су и језера, пространа и висока. Највеће међу њима је Гегри Нор (2.500 km) на 5.627 m надморске висине. Још више је језеро Апорткона 6.465 m, а безимено језеро је највише на Земљи (6.858). Вода језера је најчешће слана и не отиче.

## Привреда
Привреда Тибета заснована је на пољопривреди. Због неповољних климатских услова приноси су углавном мали. Тибет поседује велике резерве злата, сребра, цинка и других руда. У последње време долази до великог развоја туризма првенствено захваљујући богатом културном наслеђу али и природним лепотама. Кинеска влада изградила је железничку пругу која повезује Тибет са осталим деловима Кине. На тој прузи се налази и највиша железничка станица на свету.

## Демографија
Већину становништва чине Тибетанци. Значајан проценат Кинеза доселио се на Тибет углавном током шездесетих и седамдесетих година 20. века због тадашње комунистичке политике и покушаја асимилације Тибетанаца. Већина становништва служи се тибетанским језиком који је признат поред званичног кинеског. Доминантна религија је будизам.
| Етничка структура Аутономне области Тибет и главног града Ласе |                   |           |           |         |        |        |        |
|                                                                | Укупно становника | Тибетанци | Тибетанци | Кинези  | Кинези | Остали | Остали |
| АО Тибет                                                       | 2.616.329         | 2.427.168 | 92,8%     | 158.570 | 6,1%   | 30.591 | 1,2%   |
| Ласа                                                           | 474.499           | 387.124   | 81,6%     | 80.584  | 17%    | 6.791  | 1,4%   |

## Култура
Тибет је традиционални центар тибетанског будизма, који се проширио и ван његових граница. Такође је дом спиритуалистичке традиције зване Бен. Становништво говори великим бројем сродних дијалеката који чине јединствен тибетански језик, а постоји и тибетанско писмо. Доминантан је утицај будистичке културе. Палата Потала, бивша резиденција Далај Ламе и Норбулингка, летна резиденција Далај Ламе, су грађевине под заштитом УНЕСКО. Током шездесетих година 20. века комунисти су уништили или оштетили велики део културног наслеђа.